# Taishi Matsumoto
Taishi Matsumoto (松本 泰志?, Matsumoto Taishi; Higashimatsuyama, 22 agosto 1998) è un calciatore giapponese, centrocampista degli Urawa Reds.

## Caratteristiche tecniche
È un mediano.

## Carriera

### Club
Cresciuto nel settore giovanile del Sanfrecce Hiroshima, ha esordito in prima squadra il 3 maggio 2017 disputando l'incontro di Coppa J. League perso 1-0 contro il Cerezo Osaka.

### Nazionale
Ha giocato nella nazionale giapponese Under-23.
È stato convocato dalla nazionale maggiore giapponese per disputare la Copa América 2019, non avendo però preso parte a nessuna partita.

## Statistiche

### Presenze e reti nei club
Statistiche aggiornate all'8 dicembre 2024.
| Stagione                   | Squadra                    | Campionato                 | Campionato | Campionato | Coppe nazionali | Coppe nazionali | Coppe nazionali | Coppe continentali | Coppe continentali | Coppe continentali | Altre coppe | Altre coppe | Altre coppe | Totale | Totale | Totale |
| Stagione                   | Squadra                    | Comp                       | Pres       | Reti       | Comp            | Pres            | Reti            | Comp               | Pres               | Reti               | Comp        | Pres        | Reti        | Pres   | Reti   |        |
| -------------------------- | -------------------------- | -------------------------- | ---------- | ---------- | --------------- | --------------- | --------------- | ------------------ | ------------------ | ------------------ | ----------- | ----------- | ----------- | ------ | ------ | ------ |
| 2017                       | Sanfrecce Hiroshima        | J1                         | 0          | 0          | CG+CdL          | 0+4             | 0               | -                  | -                  | -                  | -           | -           | -           | 4      | 0      |        |
| 2018                       | Sanfrecce Hiroshima        | J1                         | 3          | 0          | CG+CdL          | 1+6             | 0               | -                  | -                  | -                  | -           | -           | -           | 10     | 0      |        |
| 2019                       | Sanfrecce Hiroshima        | J1                         | 15         | 0          | CG+CdL          | 3+0             | 0               | ACL                | 5                  | 1                  | -           | -           | -           | 23     | 1      |        |
| 2020                       | Avispa Fukuoka             | J2                         | 25         | 1          | -               | -               | -               | -                  | -                  | -                  | -           | -           | -           | 25     | 1      |        |
| gen.-lug. 2021             | Cerezo Osaka               | J1                         | 2          | 0          | CG              | 0               | 0               | ACL                | 2                  | 2                  | -           | -           | -           | 4      | 2      |        |
| lug.-dic. 2021             | Sanfrecce Hiroshima        | J1                         | 10         | 0          | -               | -               | -               | -                  | -                  | -                  | -           | -           | -           | 10     | 0      |        |
| 2022                       | Sanfrecce Hiroshima        | J1                         | 23         | 3          | CG+CdL          | 5+10            | 2+0             | -                  | -                  | -                  | -           | -           | -           | 38     | 5      |        |
| 2023                       | Sanfrecce Hiroshima        | J1                         | 17         | 0          | CG+CdL          | 1+4             | 1+0             | -                  | -                  | -                  | -           | -           | -           | 22     | 1      |        |
| 2024                       | Sanfrecce Hiroshima        | J1                         | 36         | 3          | CG+CdL          | 4+6             | 0+1             | ACL-2              | 3                  | 0                  | -           | -           | -           | 49     | 4      |        |
| Totale Sanfrecce Hiroshima | Totale Sanfrecce Hiroshima | Totale Sanfrecce Hiroshima | 104        | 6          |                 | 44              | 4               |                    | 8                  | 1                  |             | -           | -           | 156    | 11     |        |
| 2025                       | Urawa Reds                 | J1                         | 0          | 0          | CG+CdL          | 0               | 0               | -                  | -                  | -                  | Cmc         | 0           | 0           | 0      | 0      |        |
| Totale carriera            | Totale carriera            | Totale carriera            | 131        | 7          |                 | 44              | 4               |                    | 10                 | 3                  |             | 0           | 0           | 185    | 14     |        |

### Cronologia presenze e reti in nazionale
| Cronologia completa delle presenze e delle reti in nazionale ― Giappone under 23 | Cronologia completa delle presenze e delle reti in nazionale ― Giappone under 23 | Cronologia completa delle presenze e delle reti in nazionale ― Giappone under 23 | Cronologia completa delle presenze e delle reti in nazionale ― Giappone under 23 | Cronologia completa delle presenze e delle reti in nazionale ― Giappone under 23 | Cronologia completa delle presenze e delle reti in nazionale ― Giappone under 23 | Cronologia completa delle presenze e delle reti in nazionale ― Giappone under 23 | Cronologia completa delle presenze e delle reti in nazionale ― Giappone under 23 |
| Data                                                                             | Città                                                                            | In casa                                                                          | Risultato                                                                        | Ospiti                                                                           | Competizione                                                                     | Reti                                                                             | Note                                                                             |
| -------------------------------------------------------------------------------- | -------------------------------------------------------------------------------- | -------------------------------------------------------------------------------- | -------------------------------------------------------------------------------- | -------------------------------------------------------------------------------- | -------------------------------------------------------------------------------- | -------------------------------------------------------------------------------- | -------------------------------------------------------------------------------- |
| 21-3-2018                                                                        | Asunción                                                                         | Cile under 23                                                                    | 2 – 0                                                                            | Giappone under 23                                                                | Amichevole                                                                       | -                                                                                | 80’                                                                              |
| 23-3-2018                                                                        | Asunción                                                                         | Venezuela under 23                                                               | 3 – 3 (1 – 4 dtr)                                                                | Giappone under 23                                                                | Amichevole                                                                       | -                                                                                |                                                                                  |
| 25-3-2018                                                                        | Asunción                                                                         | Paraguay under 23                                                                | 2 – 1                                                                            | Giappone under 23                                                                | Amichevole                                                                       | -                                                                                | 80’                                                                              |
| 31-5-2018                                                                        | Vitrolles                                                                        | Giappone under 23                                                                | 3 – 2                                                                            | Portogallo under 23                                                              | Torneo di Tolone 2018 - 1º turno                                                 | -                                                                                |                                                                                  |
| 3-6-2018                                                                         | Fos-sur-Mer                                                                      | Giappone under 23                                                                | 1 – 1                                                                            | Canada under 23                                                                  | Torneo di Tolone 2018 - 1º turno                                                 | -                                                                                |                                                                                  |
| 7-6-2018                                                                         | Carnoux-en-Provence                                                              | Giappone under 23                                                                | 1 – 0                                                                            | Togo under 23                                                                    | Torneo di Tolone 2018 - Play-off 7º posto                                        | -                                                                                |                                                                                  |
| 14-8-2018                                                                        | Cikarang                                                                         | Giappone under 23                                                                | 1 – 0                                                                            | Nepal under 23                                                                   | XVIII Giochi asiatici                                                            | -                                                                                |                                                                                  |
| 16-8-2018                                                                        | Cikarang                                                                         | Pakistan under 23                                                                | 0 – 4                                                                            | Giappone under 23                                                                | XVIII Giochi asiatici                                                            | -                                                                                |                                                                                  |
| 14-8-2018                                                                        | Cikarang                                                                         | Giappone under 23                                                                | 0 – 1                                                                            | Vietnam under 23                                                                 | XVIII Giochi asiatici                                                            | -                                                                                | 46’                                                                              |
| 24-8-2018                                                                        | Bekasi                                                                           | Malaysia under 23                                                                | 0 – 1                                                                            | Giappone under 23                                                                | XVIII Giochi asiatici                                                            | -                                                                                |                                                                                  |
| 27-8-2018                                                                        | Palembang                                                                        | Arabia Saudita under 23                                                          | 1 – 2                                                                            | Giappone under 23                                                                | XVIII Giochi asiatici                                                            | -                                                                                |                                                                                  |
| 29-8-2018                                                                        | Cibinong                                                                         | Giappone under 23                                                                | 1 – 0                                                                            | Emirati Arabi Uniti under 23                                                     | XVIII Giochi asiatici                                                            | -                                                                                | 82’                                                                              |
| 1-9-2018                                                                         | Cibinong                                                                         | Corea del Sud under 23                                                           | 2 – 1 dts                                                                        | Giappone under 23                                                                | XVIII Giochi asiatici                                                            | -                                                                                |                                                                                  |
| 14-11-2018                                                                       | Dubai                                                                            | Uzbekistan under 23                                                              | 2 – 2                                                                            | Giappone under 23                                                                | Amichevole                                                                       | -                                                                                |                                                                                  |
| 17-11-2018                                                                       | Dubai                                                                            | Giappone under 23                                                                | 5 – 0                                                                            | Kuwait under 23                                                                  | Amichevole                                                                       | -                                                                                | 70’                                                                              |
| 20-11-2018                                                                       | Dubai                                                                            | Emirati Arabi Uniti under 23                                                     | 1 – 1                                                                            | Giappone under 23                                                                | Amichevole                                                                       | -                                                                                |                                                                                  |
| 22-3-2019                                                                        | Yangon                                                                           | Giappone under 23                                                                | 8 – 0                                                                            | Macao under 23                                                                   | Qualificazioni Coppa d'Asia AFC Under-23 2020                                    | -                                                                                | 78’                                                                              |
| 24-3-2019                                                                        | Yangon                                                                           | Timor Est under 23                                                               | 0 – 6                                                                            | Giappone under 23                                                                | Qualificazioni Coppa d'Asia AFC Under-23 2020                                    | -                                                                                | 74’                                                                              |
| 26-3-2019                                                                        | Yangon                                                                           | Giappone under 23                                                                | 7 – 0                                                                            | Birmania under 23                                                                | Qualificazioni Coppa d'Asia AFC Under-23 2020                                    | -                                                                                |                                                                                  |
| 6-9-2019                                                                         | Celaya                                                                           | Messico under 23                                                                 | 0 – 0                                                                            | Giappone under 23                                                                | Amichevole                                                                       | -                                                                                | 46’                                                                              |
| 9-9-2019                                                                         | Chula Vista                                                                      | Stati Uniti under 23                                                             | 2 – 0                                                                            | Giappone under 23                                                                | Amichevole                                                                       | -                                                                                | 46’                                                                              |
| 28-12-2019                                                                       | Nagasaki                                                                         | Giappone under 23                                                                | 9 – 0                                                                            | Giamaica under 23                                                                | Amichevole                                                                       | -                                                                                | 81’                                                                              |
| 12-1-2020                                                                        | Rangsit                                                                          | Siria under 23                                                                   | 2 – 1                                                                            | Giappone under 23                                                                | Coppa d'Asia AFC Under-23 2020                                                   | -                                                                                |                                                                                  |
| 15-1-2020                                                                        | Bangkok                                                                          | Qatar under 23                                                                   | 1 – 1                                                                            | Giappone under 23                                                                | Coppa d'Asia AFC Under-23 2020                                                   | -                                                                                | 89’                                                                              |
| Totale                                                                           |                                                                                  | Presenze                                                                         | 24                                                                               |                                                                                  | Reti                                                                             | 0                                                                                |                                                                                  |

## Palmarès

### Club
- Coppa J. League: 1

Sanfrecce Hiroshima: 2022

### Nazionale
- Giochi asiatici: 1

2018